# Toss Woollaston
Mountford Tosswill "Toss" Woollaston (11 de abril de 1910 – 30 de agosto de 1998) fue uno de los más importantes pintores neozelandeses del siglo XX .

## Biografía
Nacido en Toko, en la región de Taranaki, el 11 de abril de 1910, Woollaston estudió arte en la Canterbury School of Art de Christchurch. Se trasladó a Dunedin para estudiar con Robert Nettleton Field.
En 1934, se instaló en Mapua, una pequeña ciudad cerca de Nelson; se casó dos años más tarde con Edith Alexander. Ambos eran miembros de un círculo de artistas y de escritores locales cuyos hacía también marchada Colin McCahon. Después de la Segunda Guerra Mundial, la pareja se trasladó a Greymouth y los paisajes de la costa oeste están resultado un tema mayor de su arte.
Pero no fue hasta la década de 1960 cuando Woollaston pudo pintar a tiempo completo y abandonar los numerosos trabajos que hacía para mantener a su familia.
Además de la pintura, Woollaston practicó la escritura, particularmente la poesía, una pasión que mantuvo desde hacía mucho tiempo. Publicó The Far-away Hills en 1960 y su autobiografía titulada Sage Tea, en 1980.
Fue el primer neozelandés en recibir el premio Knight Bachelor a su obra, en 1979 (el segundo ha sido el pintor Peter Siddell).
Su hijo Philip Woollaston ha sido el representante (laborista) de la circunscripción de Nelson en el parlamento neozelandés de 1981 a 1990, y alcalde de Nelson desde 1992 a 1998.
Toss Woollaston murió en Upper Moutere el 30 de agosto de 1998, a los 88 años.